# Seznam asturských královských manželů
Toto je seznam královen chotí Asturského království.

## Seznam
| Od  | Do     | Jméno                      | Poznámky                                                                                   |
| --- | ------ | -------------------------- | ------------------------------------------------------------------------------------------ |
|     | 737?   | Gaudiosa                   | tradiční manželka krále Pelaya, není historicky doložena                                   |
|     |        | Froiliuba                  | manželka krále Favily                                                                      |
| 739 | 757?   | Ermesinda, dcera Pelayo    | manželka krále Alfonse I.                                                                  |
|     |        | Munia                      | manželka krále Fruely I.                                                                   |
| 774 | 783    | Adosinda, dcera Alfonse I. | manželka krále Sila                                                                        |
|     |        | Usenda                     | tradiční manželka krále Bermuda I., možná nechtěné zkomolení jména Adosinda, manželka Sila |
| 842 | po 848 | Paterna Kastilská          | manželka krále Ramiro I.                                                                   |
| 850 | 866    | Muniadona                  | manželka krále Ordoña I.                                                                   |

Za vlády Ordoña I. (850–866) se Asturské království stálo známějším jako Leónské království. Království bylo rozděleno v roce 910 a Fruela obdržel část, která si ponechala jméno Asturie.
| Od      | Do  | Jméno             | Poznámky                    |
| ------- | --- | ----------------- | --------------------------- |
| 869/870 | 910 | Jimena z Pamplony | manželka krále Alfonse III. |
| 911     |     | Nunilona          | manželka krále Fruely II.   |
| 917     |     | Urraca bint Qasi  | manželka krále Fruely II.   |

Pro pozdější chotě, viz seznam leónských královských manželů.